# Askewville
Askewville és una població dels Estats Units a l'estat de Carolina del Nord. Segons el cens del 2000 tenia 180 habitants.

## Demografia
Segons el cens del 2000, Askewville tenia 180 habitants, 75 habitatges i 60 famílies. La densitat de població era de 117,8 habitants per km².
Dels 75 habitatges en un 29,3% hi vivien nens de menys de 18 anys, en un 70,7% hi vivien parelles casades, en un 5,3% dones solteres, i en un 18,7% no eren unitats familiars. En el 18,7% dels habitatges hi vivien persones soles el 9,3% de les quals corresponia a persones de 65 anys o més que vivien soles. El nombre mitjà de persones vivint en cada habitatge era de 2,4 i el nombre mitjà de persones que vivien en cada família era de 2,72.
Per edats la població es repartia de la següent manera: un 18,3% tenia menys de 18 anys, un 6,1% entre 18 i 24, un 28,9% entre 25 i 44, un 33,9% de 45 a 60 i un 12,8% 65 anys o més.
L'edat mediana era de 43 anys. Per cada 100 dones de 18 o més anys hi havia 86,1 homes.
La renda mediana per habitatge era de 38.333 $ i la renda mediana per família de 42.917 $. Els homes tenien una renda mediana de 28.333 $ mentre que les dones 24.583 $. La renda per capita de la població era de 18.184 $. Entorn del 8,7% de les famílies i el 10,8% de la població estaven per davall del llindar de pobresa.

## Poblacions més properes
El següent diagrama mostra les poblacions més properes.